# Вулиця Олесницького (Львів)
Ву́лиця Олесни́цького — вулиця в Залізничному районі Львова на Левандівці. Бічна вулиці Широкої, від якої веде нумерацію будинків. Закінчується в промзоні. Олесницького перетинається з Повітряною, з парного боку до неї долучаються вулиці Кузнярівка і Заболотівська, з непарного — Мацієвича. Проходить паралельно до Мацієвича, Тісної та Сяйво. Вулиця асфальтована, має асфальтовані хідники.

## Історія
У 1916–1926 роках вулиця мала назву Варшавська на честь міста Варшава. Від 1933 року називалася Бастира на честь першого польського військового пілота Стефана Бастира (що було пов'язано зі старим львівським летовищем, яке розміщувалося поряд). В часи німецької окупації з 1943 року вулиця називалася Кохановського. У липні 1944 року їй вернули попередню назву Бастира. У 1946-му вулицю назвали Багрицького на честь радянського поета Едуарда Багрицького. 1992 року отримала сучасну назву на честь українського громадсько-політичного діяча Євгена Олесницького.

## Забудова
Забудова: одно- та двоповерховий конструктивізм 1930-х років, одноповерхова садибна забудова, одно-, дво- і триповерхова житлова забудова 2000-х років. У будинку № 14 за часів СРСР містився опорний пункт правопорядку. Житловий будинок № 15 у збудований за проектом Ярослава Мастила, Юрія Джигіля, Олександра Шкіри і Юлії Котлярової. 1995 року відзначений першою премією Національної спілки архітекторів. Під № 26а Зал Царства Свідків Єгови.

## Зелені зони
На ділянці від Повітряної до Кузнярівки з парного боку до вулиці прилягає Левандівський парк.

## Галерея

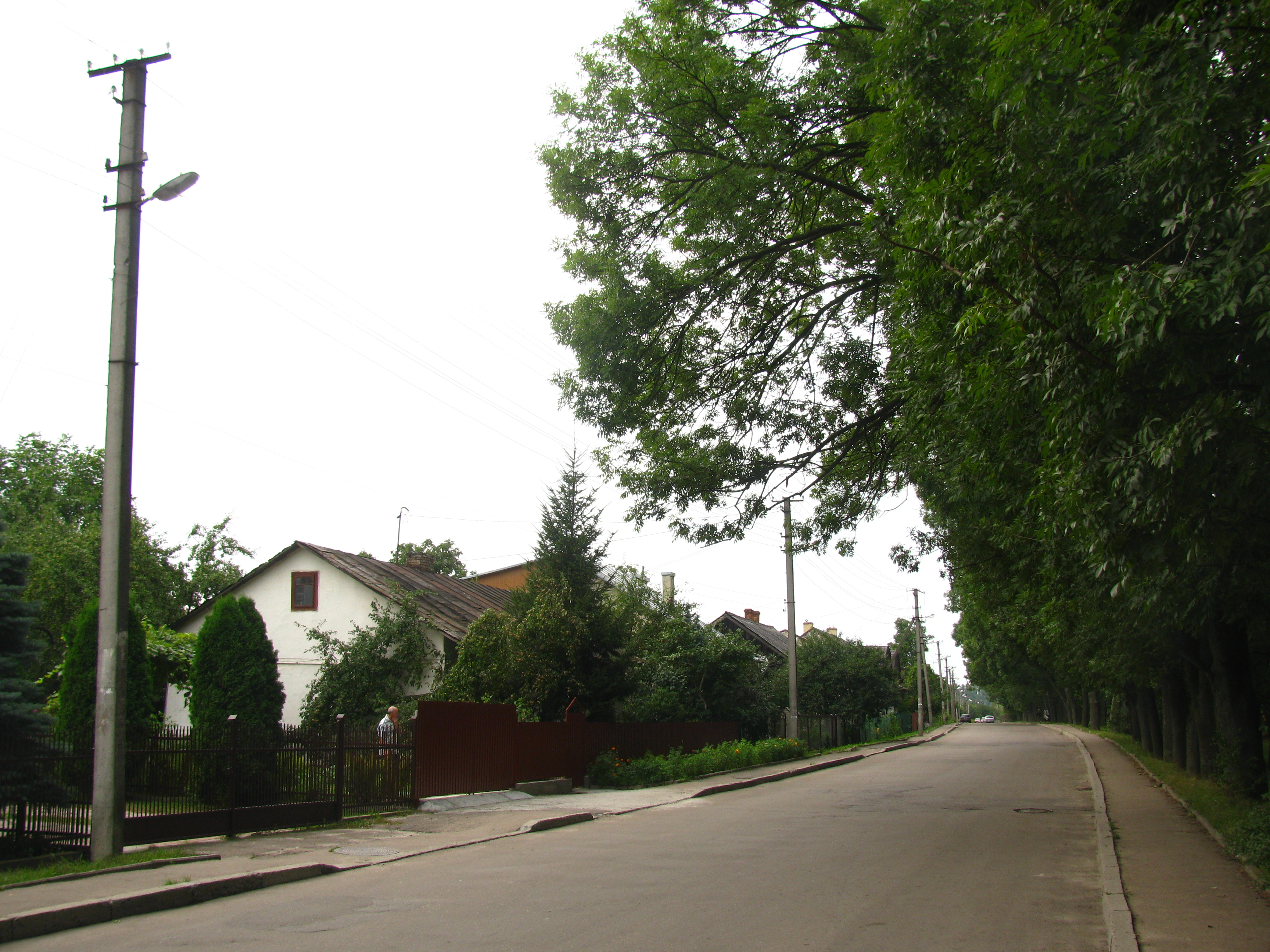
Середня частина вулиці (2012)
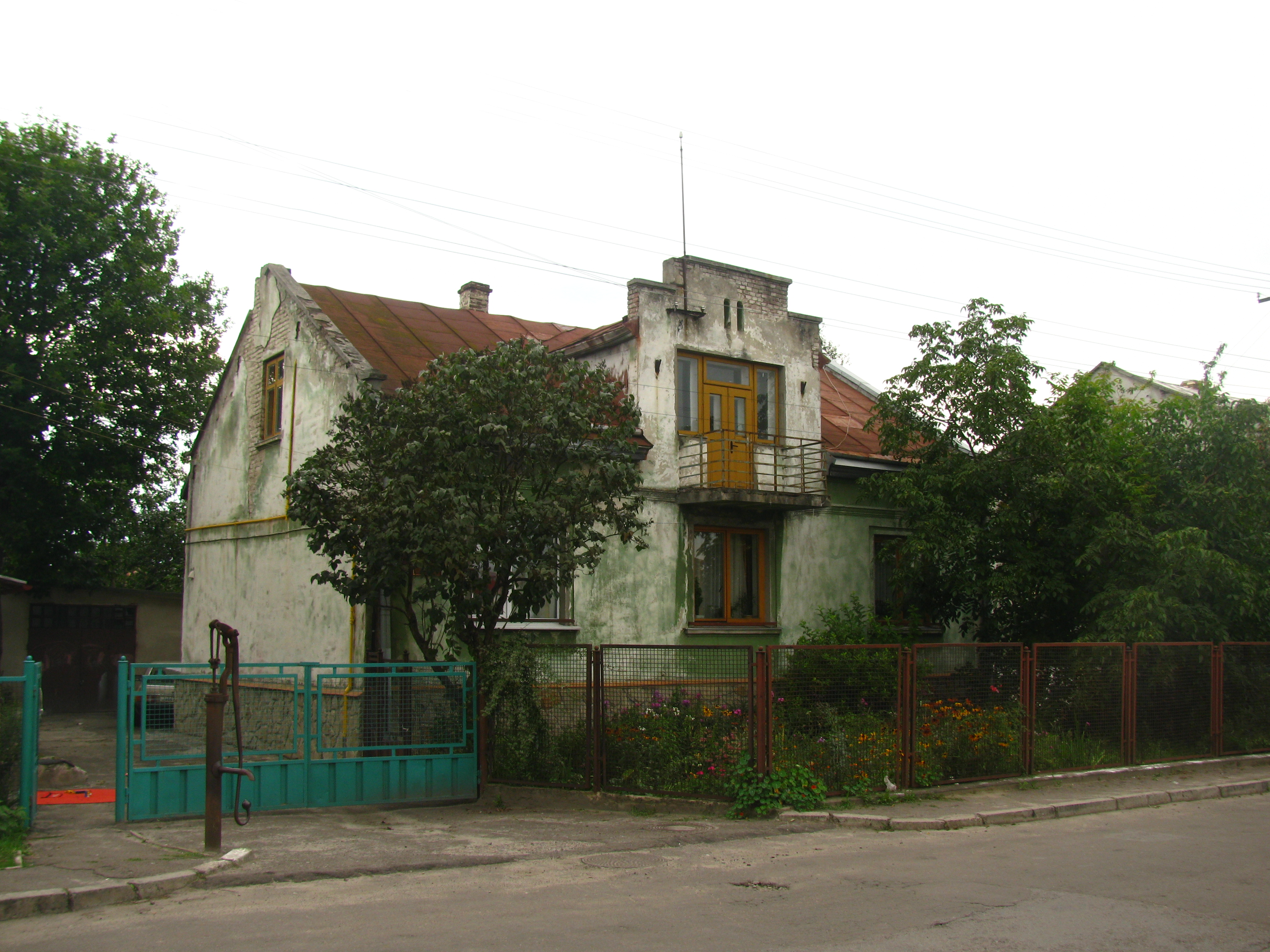
Один з будинків в середній частині вулиці (2012)
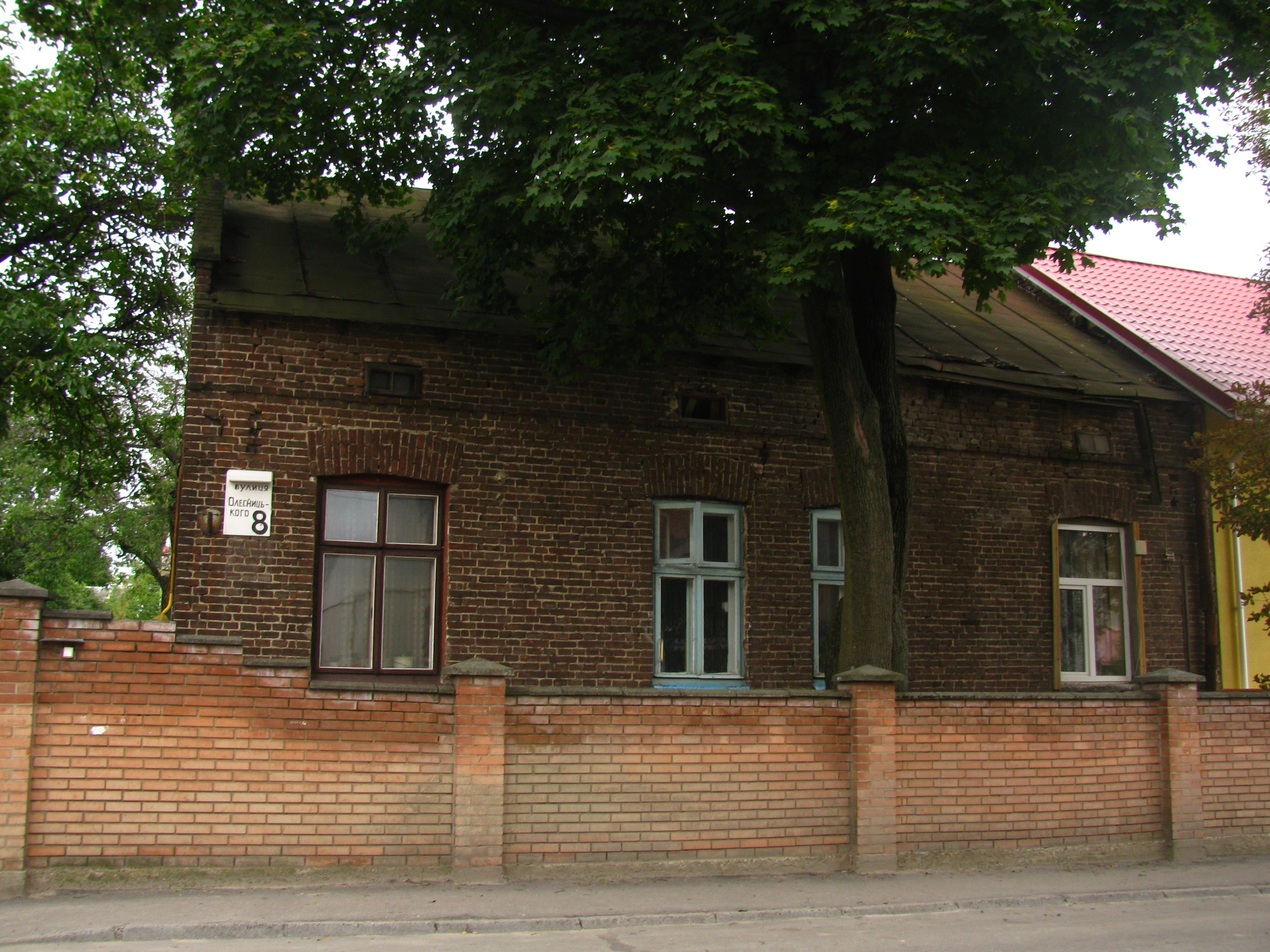
Будинок №8 (2012)
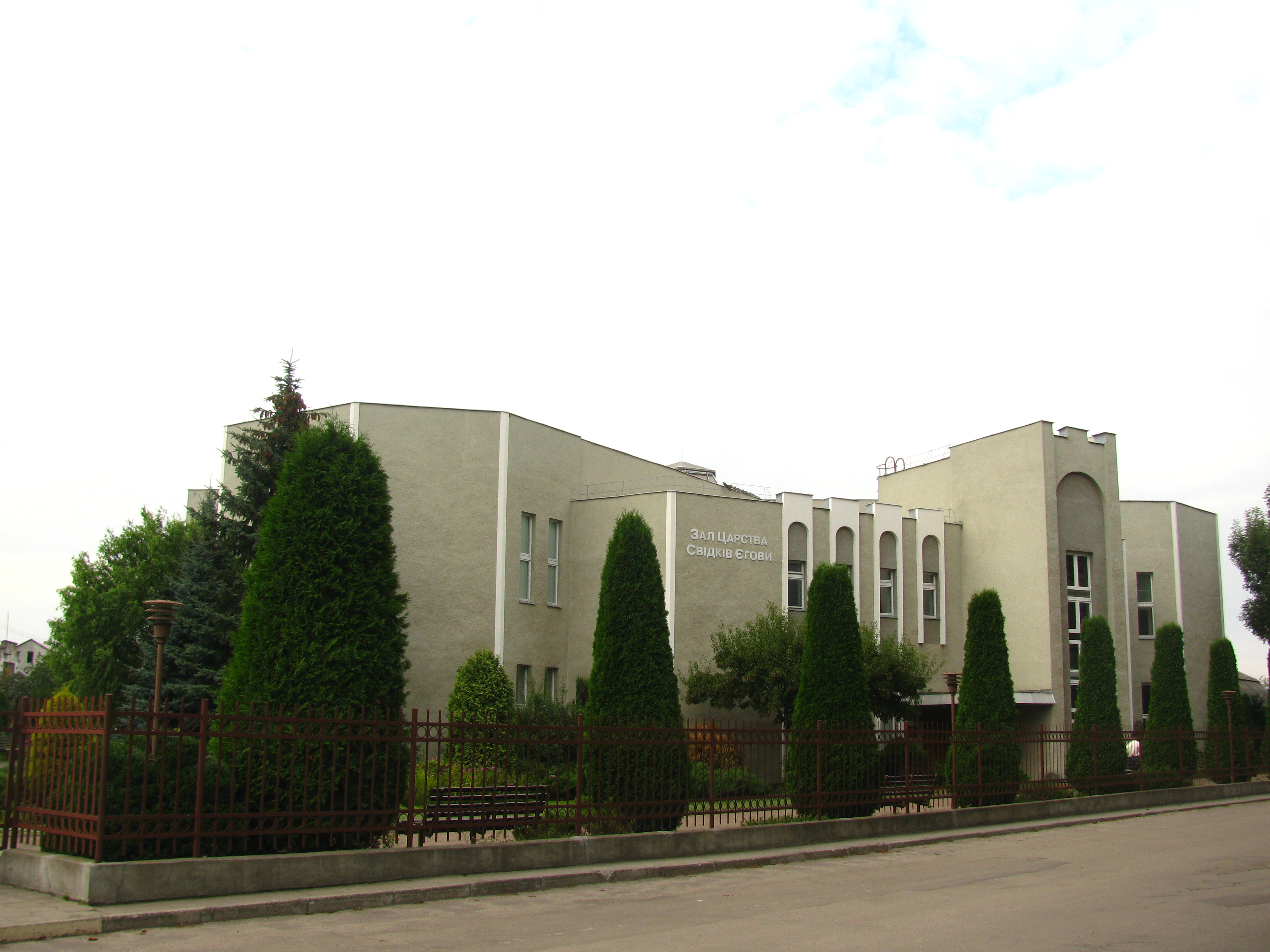
Будинок №26а, Зал Царства Свідків Єгови (2012)
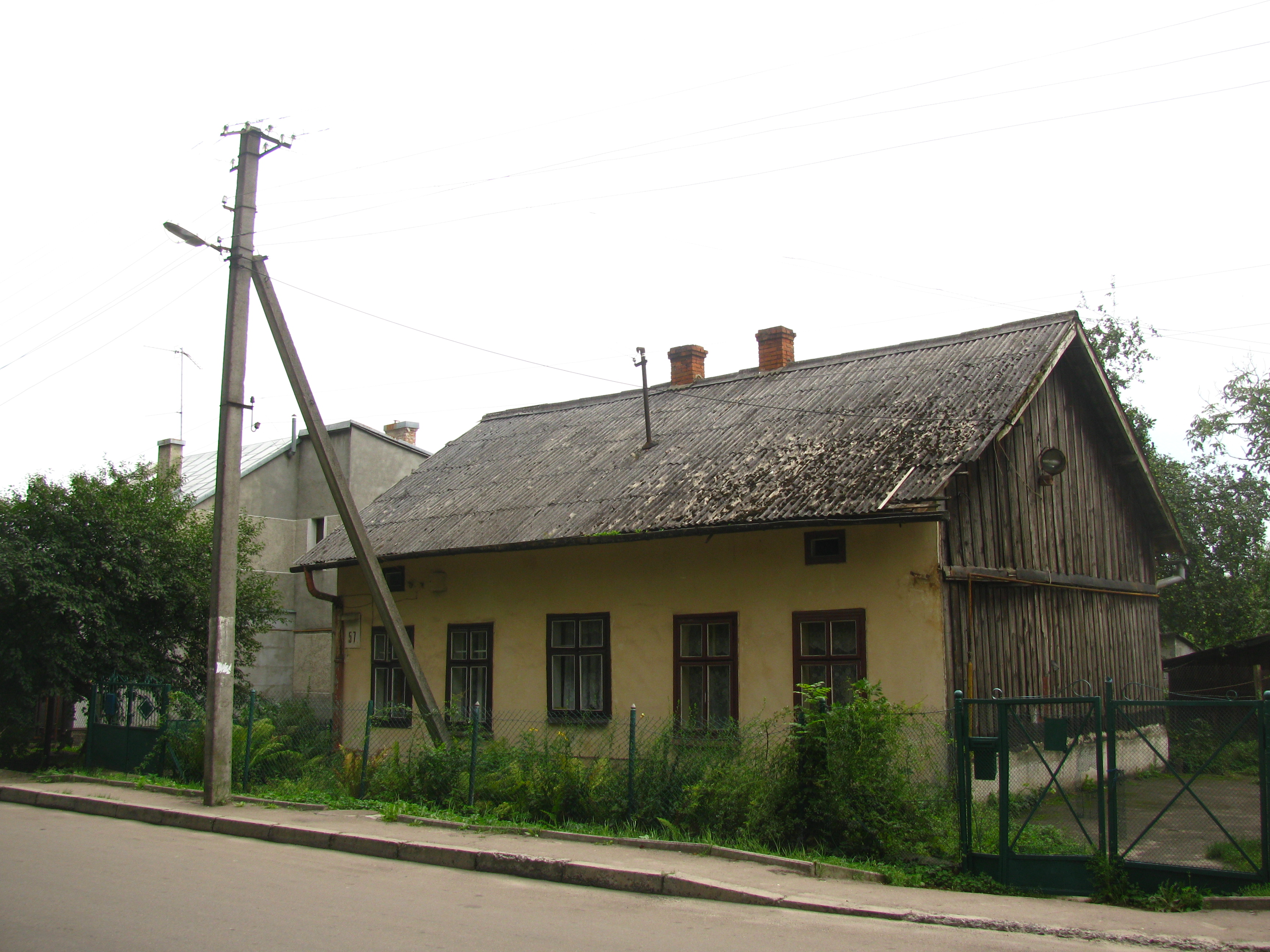
Будинок №57 (2012)
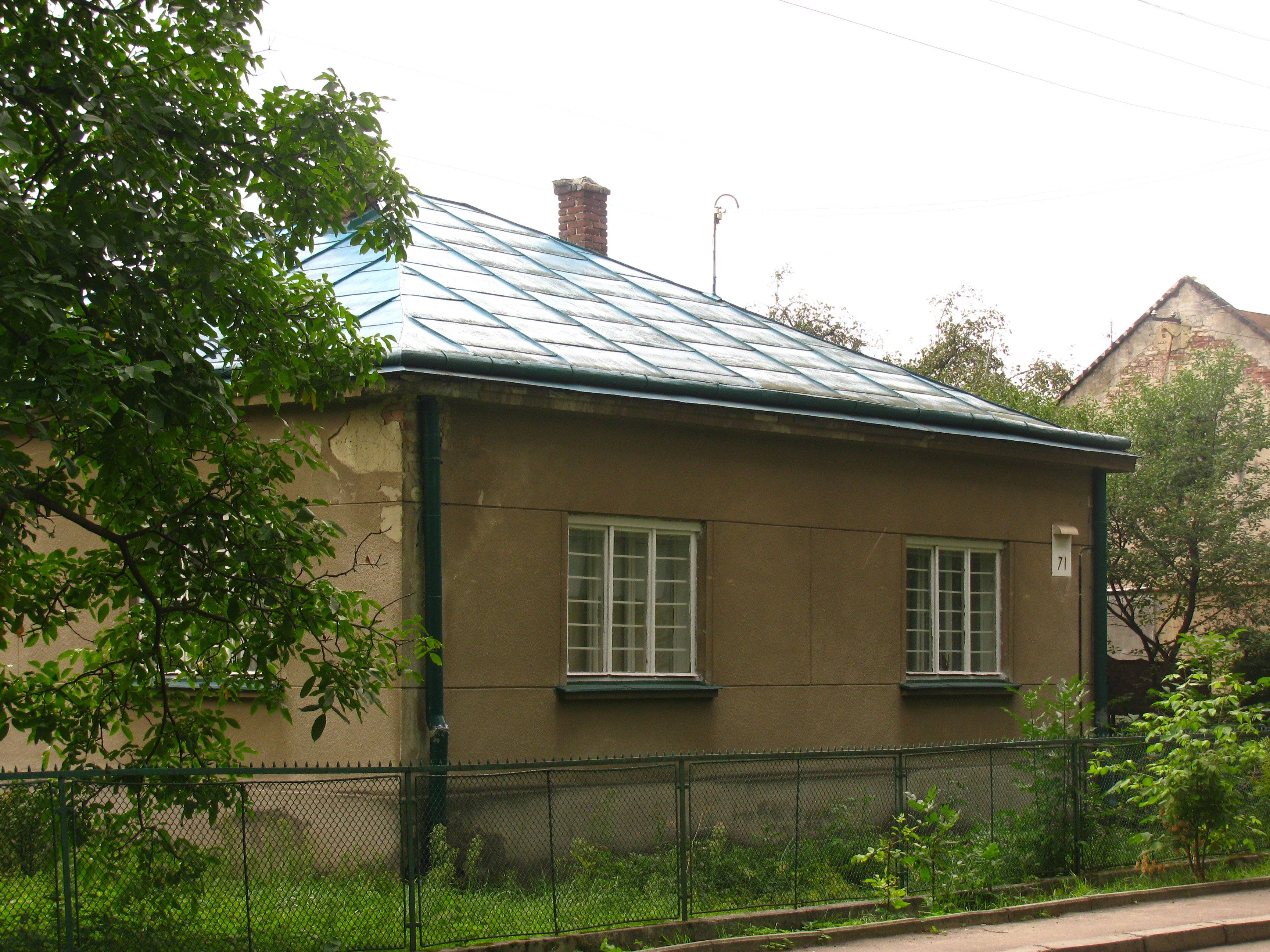
Будинок №71 (2012)
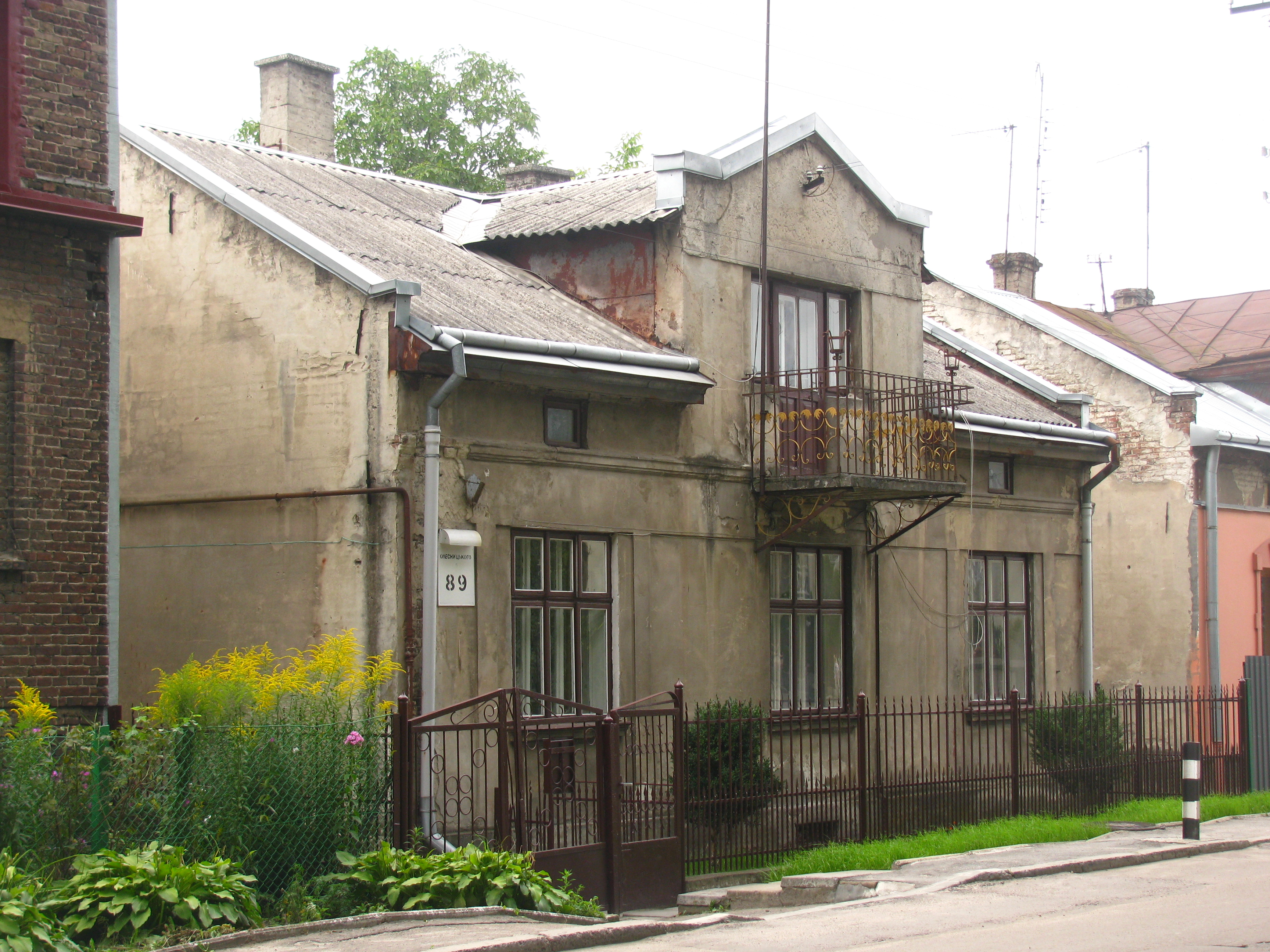
Будинок №89 (2012)